# Verge d'Itatí

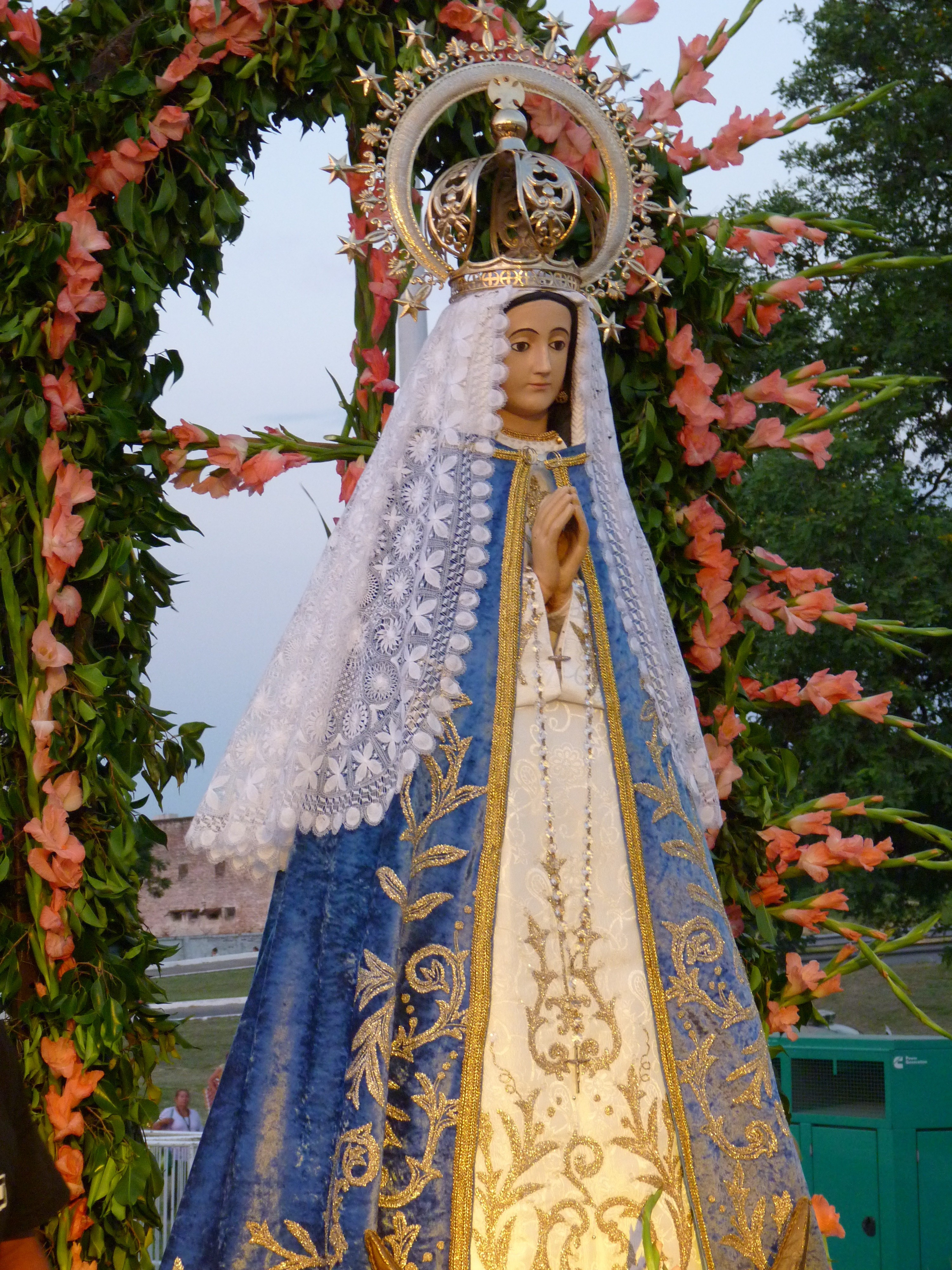

La Verge d'Itatí es una advocació de la Mare de Déu Argentina en la ciutat d'Itatí en la Província de Corrientes que n'es la patrona on s'está la seva basílica destacada per la seva cúpula.